# لیبودژیتسه
لیبودریتسه (به چکی: Libodřice) یک منطقهٔ مسکونی در جمهوری چک است که در ناحیه کولین واقع شده‌است.